# Leština (Šumperki járás)
Leština település Csehországban, Šumperki járásban. Leština Zábřeh, Lesnice, Rájec, Zvole és Hrabová településekkel határos. Lakosainak száma 1233 fő (2024. január 1.).

## Népesség
A település lakosságának változását az alábbi diagram mutatja:
| Lakosok száma | 659  | 827  | 960  | 963  | 1183 | 1254 | 1276 | 1274 | 1246 | 1233 |
|               | 1869 | 1890 | 1921 | 1950 | 1980 | 2001 | 2017 | 2019 | 2022 | 2024 |